# 桑德拉·阿松
桑德拉·阿松（西班牙語：Sandra Azón，1973年11月12日—），西班牙女子帆船运动员。她曾代表西班牙参加2000年、2004年和2008年夏季奥林匹克运动会帆船比赛，其中2004年奥运会获得一枚银牌。